# Wallace Diestelmeyer
Wallace William Diestelmeyer (* 14. Juli 1926 in Kitchener, Ontario; † 23. Dezember 1999 in Oakville, Ontario) war ein kanadischer Eiskunstläufer, der im Einzellauf und im Paarlauf startete.

## Werdegang
Im Einzellauf wurde Diestelmeyer 1948 kanadischer Meister. Bei der Weltmeisterschaft 1948 in Davos erreichte er den neunten Platz und bei den Olympischen Spielen 1948 in St. Moritz den zwölften Platz.
Erfolgreicher war er im Paarlauf mit Suzanne Morrow. Mit ihr wurde er 1947 und 1948 kanadischer Meister. Bei der Weltmeisterschaft wie auch bei den Olympischen Spielen gewannen sie 1948 die Bronzemedaille. Sie waren das erste Paar, das die Todesspirale mit nur einer Hand in der heute bekannten Form zeigte.
Nach dem Ende seiner aktiven Sportlerkarriere arbeitete Diestelmeyer als Lehrer und Ausbilder.

## Ergebnisse

### Einzellauf
| Wettbewerb / Jahr          | 1947 | 1948 |
| -------------------------- | ---- | ---- |
| Olympische Winterspiele    |      | 12.  |
| Weltmeisterschaften        |      | 9.   |
| Kanadische Meisterschaften | 2.   | 1.   |

### Paarlauf
(mit Suzanne Morrow)
| Wettbewerb / Jahr          | 1947 | 1948 |
| -------------------------- | ---- | ---- |
| Olympische Winterspiele    |      | 3.   |
| Weltmeisterschaften        |      | 3.   |
| Kanadische Meisterschaften | 1.   | 1.   |